# Cycle de l'Élévation
Le Cycle de l’Élévation est une œuvre littéraire appartenant au genre de la science-fiction, créée par l’écrivain David Brin dont le premier tome est paru aux États-Unis en 1980.

## Le Cycle de l’Élévation
- Première trilogie :
  - 1980 : Jusqu'au cœur du soleil (Sundiver)
  - 1983 : Marée stellaire (Startide rising)
  - 1987 : Élévation (The Uplift War)
- Seconde trilogie : Rédemption
  - 1995 : Le Monde de l’exil (tome 1) et Le Monde de l’oubli (tome 2) (Brightness Reef).
  - 1996 : Le Chemin des bannis (tome 3) et Les rives de l’infini (tome 4) (Infinity's Shore).
  - 1998 : Le Grand Défi (Heaven's Reach)